# Вессенберг, Игнац Генрих фон
Игнац Генрих Карл фон Вессенберг (нем. Ignaz Heinrich Karl von Wessenberg, 1774—1860) — немецкий теолог, публицист и общественный деятель первой половины XIX века, в период между 1801 и 1821 годами занимавший должность генерального викария, коадъютора (с 1814 года) и местоблюстителя (с 1817 года) епископства Констанц. Участник Венского конгресса 1814—1815 годов, депутат первой палаты баденского Сословного собрания (с 1833 года). Брат австрийского министра Иоганна фон Вессенберга.

## Биографический очерк
Получивший прекрасное домашнее образование под руководством своего отца, барона Филиппа Карла фон Вессенберга, Игнац Генрих в 1790—1792 годах посещал бывшую иезуитскую гимназию св. Сальватора в Аугсбурге, и затем в 1792—1797 годах изучал философию, теологию и юриспруденцию в университетах Диллингена, Вюрцбурга и Вены, испытав большое влияние Иоганна Михаэля Зайлера.
Его духовная карьера началась в период активного кризиса Старого порядка, в 1792 году, когда он вошёл в состав домских капитулов Аугсбурга и Констанца. В 1800 году констанцский епископ Карл Теодор фон Дальберг, имевший в виду реформу епархии в духе иосифизма, предложил ему пост генерального викария. На деле, Вессенберг смог приступить к исполнению обязанностей викария лишь в конце 1801—начале 1802 годов. Кроме прочего, в 1801 году Дальберг назначил его чрезвычайным посланником в Гельветической республике, с целью соблюдения интересов констанцской кафедры на территории северной Швейцарии.
В качестве генерального викария Вессенберг спланировал и начал проводить в жизнь обширную пасторальную программу, ориентирующуюся непосредственно на текст Св. Писания, учитывающую элементы народной религиозности, и, прежде всего, с использованием немецкого языка, стремясь тем самым сделать литургию более понятной и близкой для обычных прихожан. Другой важной темой стало качественное улучшение образования священников в духе Просвещения, и материальная поддержка приходов на местах, ради чего он пошёл на тесное сотрудничество с правительством Бадена. Его усилия, однако, были негативно оценены апостольским нунцием в Швейцарии Фабрицио Шеберрасом Тестаферрата (итал. Fabricio Sceberras Testaferrata), что стало одной из причин недоверчиво-враждебного отношения папской курии к Вессенбергу и в последующем, предотвратив его ординарное назначение на епископскую должность. Неудачные переговоры Дальберга с Пием VII в Париже в 1804 году и заключённое в 1806 году с кантоном Люцерн «Соглашение в духовных делах» (нем. Übereinkunft in geistlichen Dingen) ещё более накалили обстановку, приведя к открытому конфликту. В известной степени, вынужденное сотрудничество Дальберга с Наполеоном, встретившее мало понимания в Германии и стойкое отторжение со стороны папы, кажется, окончательно похоронило надежды и для Вессенберга возглавить епархию, несмотря на полную поддержку баденского правительства. В такой ситуации в 1812 году Вессенберг принял священнический сан.
На Венском конгрессе в 1814 году Вессенберг по заданию Дальберга безуспешно пытался утвердить идею автономной немецкой национальной Церкви во главе с немецким примасом, подчинённым папскому престолу, что встретило жёсткий отпор, в первую очередь, со стороны самого римского папы и коллегии кардиналов, надеявшихся, как минимум, восстановить довоенную ситуацию статус-кво и категорически не желавших институциональных изменений Церкви.
В том же 1814 году Вессенберг был выбран домским капитулом коадъютором констанцской епархии, однако, олицетворявший либеральные реформы эпохи Просвещения и как ближайший сподвижник Дальберга, он не получил (хотя бы формального) согласия папы. Также и после смерти Дальберга, возглавив епархию в качестве администратора, и получивший одобрение капитула (тем самым избранный епископом), он не был признан папой. Срочно организованная поездка в Рим не разрешила проблемы, поскольку папа отказал ему даже в аудиенции. Несмотря на это, по возвращении в Германию, Вессенберг был встречен как национальный герой, как «второй Лютер», выступивший в защиту немецких интересов против произвола римской курии. Поддержка баденского правительства, хотя и позволила ему, в итоге, фактически оставаться во главе епископства, однако полной легальностью с точки зрения канонического права он не обладал.
Желая положить конец реформам Вессенберга и, с другой стороны, учитывая стремление к образованию национальных епархий, совпадающих с новыми границами государств, 16 августа 1821 года булла Пия VII Provida solersque, определявшая границы епархий в Германии, объявила епископство Констанц упразднённым с одновременным основанием архиепископства с центром во Фрайбурге, которому были подчинены епископства Майнц, Фульда, Лимбург и Роттенбург. Попытка утвердить Вессенберга в качестве нового архиепископа ожидаемо потерпела неудачу, натолкнувшись на абсолютное неприятие Пия VII. Как следствие, Вессенберг отошёл от активной общественной деятельности, и обратился к писательству и коллекционированию предметов искусства. Вместе с тем он продолжал поддерживать тесные отношения с баденским герцогом и городским правительством Констанца, и в 1833 году состоял членом верхней палаты баденского Сословного собрания.
Скончавшийся 9 августа 1860 года в Констанце, Игнац Генрих фон Вессенберг был похоронен в Констанцском мюнстере — бывшей кафедральной церкви епископства.

## Фигура Вессенберга в политических дискуссиях XIX века
Интересно, что и после ухода со своего поста Вессенберг продолжал оставаться одной из самых спорных фигур XIX века в Германии, особенно на фоне непрекращавшихся попыток римской курии вернуться к средневековой модели папского абсолютизма, и связанной с этим жёсткой критикой эпохи Просвещения, как бездуховного и всеразрушающего периода в истории. В этом смысле, Вессенберг ещё при жизни и, особенно, в дискуссиях 1840—1870 годов стал знаковой фигурой: как для либеральных кругов, в первую очередь, для Генриха Чокке, Карла фон Роттека, Карла Миттермайера, Карла Хютлина, Вальтера Мунцингера и Йозефа Бека, пытавшегося убедить Вессенберга принять участие во Франкфуртском предпарламенте, так и для ультрамонтанистов, видевших в нём лишь радикального рационалиста и едва ли не пособника дьявола, желавшего уничтожить Церковь, и, во всяком случае, не устававших осуждать «систему Вессенберга» и «вессенбергионистов». Даже и в начале XX века католический историк Конрад Грёбер, позже занявший епископские кафедры Майсена и Фрайбурга, писал, что Вессенберг всецело стоял на службе «так называемого Просвещения» — мировоззрения, своими «религиозно-большевистскими» сочинениями подготовившего «секулярную катастрофу для Церкви» в Германии. Первый Ватиканский собор и провозглашение непогрешимости папы вновь подлили масла в огонь споров, и Вессенберг стал пониматься констанцскими и баденскими старокатоликами как своего рода предшественник; хотя сам Вессенберг при жизни всегда подчёркивал важность единства Церкви, и едва ли мог решиться на раскол. Фактически забытая к середине 1930-х годов фигура Вессенберга была реабилитирована после Второго Ватиканского собора, «примирившегося с современностью». При этом на первый план вышло изучение его обширной деловой корреспонденции, подтвердивший прогрессивный и сугубо реформистский характер деятельности Вессенберга на посту викария и коадъютора констанцской епархии.

## Основные сочинения Вессенберга
Вессенберг опубликовал более 470 работ, ряд которых пользовалась в своё время большой популярностью. Среди них:
- Дух времени — Der Geist des Zeitalters. — Zürich, 1801 (без указания имени)
- Немецкая церковь. Предложение её нового основания и обустройства — Die deutsche Kirche, ein Vorschlag zu ihrer neuen Begründung und Einrichtung. — o.O., 1815
- О моральном влиянии романа — Über den sittlichen Einfluss der Romane. Ein Versuch. — Konstanz 1826
- Церковные соборы XV и XVI столетий. В 4 Т. — Die großen Kirchenversammlungen des 15. und 16. Jahrhunderts. 4 Bände. — Konstanz, 1840
- Собрание стихотворений. В 7 Т. — Sämtliche Dichtungen. 7 Bände. — Stuttgart, 1834-54
- О просвещении ремесленного народа вообще, и особенно в Великом герцогстве Баден —Über die Bildung der Gewerbetreibenden Volksklassen überhaupt und im Großherzogtum Baden insbesondere. — Konstanz, 1833

## Наследие Вессенберга в Констанце
В течение своей жизни Вессенберг собрал обширную библиотеку, насчитывающую порядка 20 тысяч томов, и которая после его смерти отошла городу Констанц. С 2001 года она в качестве особо ценного книжного собрания XIX века является составной частью научной библиотеки констанцского университета. Свою коллекцию живописи он за 20 тысяч гульденов продал баденскому герцогу Фридриху, при условии, что она останется в городе; в настоящее время около 80 полотен этого собрания находятся в управлении констанцской Городской художественной галереи имени Вессенберга (нем. Städtische Wessenberg-Galerie), располагающейся в его доме напротив бывшего кафедрального собора.